# Shine (singel Luthera Vandrossa)
Shine – piosenka wykonawcy soulu Luthera Vandrossa. Jest to pierwszy singel ze składanki greatest hits The Ultimate Luther Vandross. Premiera piosenki odbyła się 9 października 2006 w Wielkiej Brytanii. Piosenka dotarła do 50 miejsca listy UK Singles Chart.
W 2007 cover tej piosenki stworzył duet Booty Luv.

## Wersja Booty Luv
Duet Booty Luv stworzył clubowy mix piosenki oryginalnie wykonywanej przez Luthera Vandrossa w 2007 roku. Premiera piosenki miała miejsce 14 maja na wyspach brytyjskich.

## Listy przebojów
| Chart (2007)    | Peak position |
| --------------- | ------------- |
| Wielka Brytania | 10            |
| Holandia        | 13            |